# Epia casnonia
Epia casnonia är en fjärilsart som beskrevs av Druce 1887. Epia casnonia ingår i släktet Epia och familjen silkesspinnare. Inga underarter finns listade i Catalogue of Life.